# Norebang
A noraebang (hangulell: 노래방, japánul: カラオケ(ボックス) vagy angolul: karaoke) egy szórakozóhely, ahol monitorokon kivetített szöveg segítségével énekelhetnek az erre vágyók. A noraebang kifejezés egy összetett koreai szó, amely a norae-t (hangul: 노래, magyarul: dal) és a bangot (hangul: 방, magyarul: szoba) keveri. Különösen népszerű Kelet- és Délkelet-Ázsiában, a noraebang a karaoke létesítmények Dél-Koreában elterjedt verziója.

### Jellemzői
A noraebangok olyan szórakozóhelyek, ahol az emberek hangszigetelt, neonfényekkel, diszkógömbökkel díszített szobákban, speciális karaoke felszerelés segítségével énekelhetnek. Ezt a koreaiak leginkább csoportosan, barátokkal vagy munkatársakkal teszik, de vannak olyanok is, akik családosan veszik igénybe ezt a szórakozóhelyet. Az éneklés a társasági élet fontos része Koreában, ahol az emberek gyakorlatilag bármilyen társasági alkalmon előadnak egy rögtönzött dalt, vagy másokat vesznek rá énekek előadására. Ennek folytán a noraebangok népszerűek és széles körben elterjedtek. A noraebangok hivatalos neve 노래연습장 (noraeyeonseubjang, azaz éneklést gyakorló terem). Az eredeti jogi megnevezés a noraebang volt, mivel azonban a fiataloknak szánt szórakozóhelyektől a kevésbé legális, gyakran prostitúcióval foglalkozó helyekig mindenki ugyanazt a megnevezést használta, így 2001-től minden általános noraebangnak az "XX 노래연습장" megnevezési formulát kellett használnia (Pl.:  벚꽃 노래연습장, azaz Cseresznyefavirág éneklést gyakorló terem). A köznyelvben az ilyen helyek megnevezésére azonban máig a noraebang szót használják a dél-koreaiak.
Ha olyan noraebangban szeretnénk szórakozni Dél-Koreában, amely nem nyújt semmilyen illegális szolgáltatást, keressünk olyan helyeket, ahová korhatár nélkül be lehet lépni. Mindig érdemes jól megnézni a feliratokat, mielőtt belépünk: ha nem a noraeyeonseubjang vagy a noraebang szót használják, hanem a 노래밤-ot (noraebamot, ének éjszakát), 노래바-t (noraebat, ének bárt), 노래홀-t (noraehollt, ének hallt), 노래장-ot (noraejangot, éneklős helyet), 노래타운-t (noraetaunt, énekvárost), 음악홀-t (eumakhallt, zene hallt), valószínű, hogy egy illegális szolgáltatást nyújtó bárba futottunk bele. Nem ritka eset, hogy az ilyen bárokat az oda betévedők feljelentik és bezáratják. Fontos megfigyelnünk a felirat betűtípusát is, ha szívecske vagy egy táncoló hölgy, esetleges egy 8-as jelenik meg a LED feliratban, valószínűsíthetjük, hogy az nem csak egy éneklést biztosító szolgáltatás. Ha a noraebang nevében előfordul a 도우미 (doumi, segéd), 아가씨 (agassi, kisasszony), 미스 (miseu, miss) vagy 미씨 (missi, missy) szócska, biztosak lehetünk benne, hogy nem legálisan működő noraebangal találkozunk. Különösen, ha a „노래만 하셔도 됩니다” (magyarul: "Csak éneklésre van lehetőség") szlogent látjuk, lehetünk benne biztosak, hogy az adott szórakozóhely egy illegális karaoke. A dél-koreai karaoke bárok alapvetően nem szabad, hogy alkoholt áruljanak, vagy női alkalmazottakat foglalkoztassanak, de a valóságban sok helyen árulnak italt és biztosítják a személyzetet. Gyakorta nyíltan hirdetik az alkohol árusítását és a hölgyek szolgáltatását, azonban sok olyan hely is van, ahol nem árulnak italt és nem alkalmaznak személyzetet. Természetesen olyan helyek is léteznek, ahol nem szerepel a reklámtáblán, de ha kérik, szolgáltatást is nyújtanak.

### A noraebang megjelenése ahösikkultúrában
A hoesik (hangullel: 회식, jelentése: céges vacsora) egy Dél-Koreai szokás, a munkaidő utáni, gyakran hétvégi céges együttes evést jelenti. Ez a szokást a koreai katonai kultúrából eredeztethető, célja az összetartás megerősítése, azonban gyakran a hierarchia a céges életen kívül való fenntartása is a szerepe. Nagyon gyakori, hogy a koreaiak nem egy, hanem egymás után több helyre is beülnek, ilyen "második helyként" (2차, második kör) népszerű a noraebang. Ilyen alkalmakkor mindig a felettes fizet a beosztottjai fogyasztásáért. Egyre népszerűbb téma Dél-Koreában a hoseikre való kötelezettség elutasítása, az alkoholfogyasztás megtagadása, így ez a fajta kultúra a fiatalok körében változóban van.

### A noraebang megjelenése Dél-Koreában
A koreai noraebang megjelenése a japán karaoke kultúrából eredeztethető. A karaoke, mely jelentése “üres szoba” kara (japánul: 空) és oke, azaz “zenekar” (japánul:ケ), az 1960-as években született Japánban. A Nagoja városából indult kezdeményezés eredetileg éttermekben volt népszerű, ahol az emberek étkezés közben énekelhettek. A karaoke gépek megjelenése az otthonokban az 1980-as években kezdődött el. A karaoke gyorsan népszerűvé vált, az emberek otthonaikban és szórakozóhelyeken egyaránt élvezték ezt a tevékenységet. Az 1990-es években a karaoke már nemzetközi hírnévre tett szert és világszerte elterjedt. A japán kultúra és életstílus részeként a karaoke továbbra is fontos szerepet játszik a japán társadalomban. Dél-Korea akkor ismerkedett meg a japán karaokével, amikor az 1970-es években elérhetővé váltak a nyolcsávos szalagok, később pedig a 80-as évek magnókazettái.